# 柴田薫 (理科教師)
柴田 薫（しばた かおる、1911年12月2日 - 1987年5月17日）は、日本の理科教師。

## 人物・来歴
長野県出身。東京高等師範学校卒。中学校の理科教員をへて、東京女子体育大学教授。

## 著書
- 『三年の物象』革新社, 1946
- 『中等化學』大興社, 1947.10
- 『空氣はどんなはたらきをするか』 (理科ノート) 誠敎社, 1948
- 『火をどのように使ったらよいか 中学校第一学年用』 (理科ノート) 誠敎社, 1948
- 『何をどれだけ食べたらよいか 中学校第一学年用』 (理科ノート) 誠敎社, 1948
- 『家はどのようにしてできるか 中学校第二学年用』 (理科ノート) 誠敎社, 1948
- 『着物は何から作るか 中学校第二学年用』 (理科ノート) 誠敎社, 1948
- 『海をどのように利用しているか 中学校第二学年用』 (理科ノート) 誠敎社, 1948
- 『水の旅』 (理科文庫）三省堂, 1951
- 『中学理科 高校受験』三省堂出版, 1953
- 『中学理科実験 化学編』三省堂出版, 1956
- 『理科 1～3年用』 (中学学習シリーズ）三省堂, 1959
- 『中学理科の完成 基礎から高校受験』三省堂, 1963.6
- 『酸・アルカリ・塩』 (中学生の理科全集）岩崎書店, 1967
- 『化学変化』 (中学生の理科全集）岩崎書店, 1967
- 『創造する子どもたち』 (初教新書シリーズ) 初教出版, 1979.7
- 『新教職課程基礎講座小学校理科』明治図書出版, 1987.2

### 共編著
- 『改訂学習指導要領による中学理科の単元解説 第1～3学年用』柴田薫 等著. 大日本出版, 1951
- 『家庭における中学生の学習導き方 1年』柴田薫 等編. 三省堂, 1957
- 『中学理科問題の解き方 図解中心』印東弘玄 監修, 木谷要治共著. 三省堂, 1967.7